# Csenyéte
Csenyéte község Borsod-Abaúj-Zemplén vármegyében, az Encsi járásban.

## Fekvése
Encstől 20, Miskolctól közúton 57 kilométerre északra fekszik. Zsáktelepülés, amely közúton csak Felsőgagy felől közelíthető meg, a 2624-es útból annak 22,100-as kilométerszelvénye közelében, a kelet felé kiágazó 26 143-as úton.
Felsőgagy 3, Alsógagy 7, Gagyapáti 9 kilométerre van a falutól. A legközelebbi város, Encs mintegy 20 kilométerre fekszik.

## Története

### Középkor
Neve valószínűleg magyar személynévi eredetű, amely név a szlávból került a magyarba. Első említése 1243-ból, Fáj adományleveléből származik, ahol Fáj déli határos falvaként említették. Eredetileg talán az abaúji vár földje volt. 1279-ben Kun László király több más borsodi és abaúji birtokkal együtt adományozta el a Baksa nemzetséghez tartozó Miklós zólyomi ispánnak a csehek ellen vívott csatákban tanúsított vitézségéért. Miklós leszármazói utóbb a Vadászi családnevet viselték. 1322-ben a falu átkerült az Éles család birtokába. Miklós unokái László és Miklós ugyanis Csenyétét nővérüknek adták a leányági örökösöket a 14. század első felében még birtokban megillető ún. leánynegyed fejében, László és Miklós leánytestvére pedig Éles János felesége volt. Élesnek és feleségének utódai birtokaik után hol Égerszöginek hol Tomorinak, hol meg Csenyéteinek mondták magukat.
1323-ban, amikor megállapították a jánoki uradalom határait, Csenyéte, Gagy – a mai Felsőgagy – és Büttös hármas határát is leírták. 1327-ben és 1414-ben az Alsógagyról Csenyétébe vezető utat nevezték meg a mára Fájba olvadt Papi egyik határaként. 1414-ben ehhez hozzátették, hogy egy darabon a „Csenyéte felől folyó patak”, a mai Vasonca-patak, volt Papi és Csenyéte határa. Csenyéte határai északon felnyúltak egészen a Rakaca-patak völgyéig. Az akkor Rakancavölgyének nevezett vízfolyás – amelyben csak esős időben folyt víz – képezett határt a mára már elpusztult és a jórészt Büttös határába olvadt Lyuba, Genterfölde – a mai Litka – és Csenyéte között. Az Árpád- és a korai Anjou-kori határok megegyeztek a falu mai határával.
A falunak Élestől származó utolsó birtokosa, Jakab valamikor 1402-körül fiúörökösök nélkül hunyt el. Ő ekkor az Égerszögi családnevet viselte. A birtok a koronára háramlott. Jakab örökségéért versenyfutás kezdődött. A Zsigmond király udvarában nagy befolyással rendelkező Szántai Lack család tagjai azonnal felkérték maguknak Égerszögi Jakab két falvát: az egykori birtokosáról Élestomorának hívott Tomort és Csenyétét. A helyi viszonyokban nem túl járatos Szántai Lackok még Csenyéte megyebéli hovatartozását is eltévesztették: Torna vármegyei helységnek mondták. Élt azonban Jakabnak egy távoli rokona, a Baksa rokonságból való Vadászi családból származó Imre. Ő – mint sok más Abaúj vármegyei nemes – a Zsigmond király ellen Nápolyból hadjáratot indító és Magyarországon felkelést szító Anjou-házból való trónkövetelő Nápolyi László mellé állt, és csatlakozásáért fejében 1403 nyarán tőle kérte és kapta meg Csenyétét és Jakab más birtokait. Ő pontosan tudta, hogy Csenyéte Abaújvár vármegyében fekszik. A falut aligha vette ténylegesen birtokba, mert 1403 őszére már leverték a lázadókat. Időközben kiderült, hogy az Égerszögi Éles család sem halt ki teljesen. Ők 1406-ban sikeresen visszaperelték a Szántai Lackoktól a falut. Már ebben a perben is felbukkantak az Égerszögiekkel valamilyen rokoni kapcsolatban álló Korlátfalviak. 1427-ben már ők a falu birtokosai: 1427-ben Korlátfalvi Lancelát László volt a földesúr. Parasztjai 23 telek után fizették meg itt a kamara haszna nevű királyi adót. A település Abaúj vármegyének a Hernádtól nyugatra fekvő járásába volt beosztva. 1438-ban hat felnőtt férfi csenyétei nemest soroltak fel, akik jobbágyaikkal együtt igényt tartottak a fáji határ egy részére. 1474-ben egy Zsuzsanna nevű nemes özvegyasszony zálogosította el itt birtokolt részeit.
A 14. század elejétől kezdve bizonyíthatóan egyházas hely volt. Lukács nevű papja 1334-ben első részleteként 9, másodikként 12 garast fizetett a pápai tizedszedőknek.

### Kora újkor
Csenyétére, amelynek már a középkorban is több földesura volt egyszerre, a 16. század második felétől jellemző lesz a török kori Cserehát birtokjogi sajátossága, a birtokosi közösség, más néven: conposssesoratus, amikor több nemeshez vagy nemes családhoz megosztva tartozik a birtok, amelyet a földesurak jobbágytelkenként, így jobbágyonként osztanak meg egymás között. A jórészt Abaúj vármegyéből, illetve a Cserehátról származó birtokos családokat legtöbbször rokoni kapcsolatok fűzik össze, több birtokos házastársa révén lesz Csenyéte földesura. A dikális vagy portális néven is ismert állami adó legkorábbi jegyzékében, 1552-ben Csenyétét a Korom nevű nemesek birtokaként írják össze az adórovók, 1553 és 1578 között pedig több, név szerint meg nem nevezett család neve alatt. Az első kora újkori birtokosok bizonyosan a Borsod vármegyei eredetű koromházi Korom családból kerültek, amelynek a 16. században már csak néhány tagja ismeretes. A borsodi Koromháza és az abaúji Csenyéte birtokjoga már a 15. században összekapcsolódik csabai Horváth Gergely személyében, aki 1502-ben egyszerre kap királyi adományt a Borsod vármegyében fekvő Csaba (ma: Hejőcsaba), Szirma, Zsolca, Koromháza és az abaúji Gönyű, Csány (ma: Gyňov, Čaňa Szlovákia) és Csenyéte falvakban lévő birtokrészeire, valamint csabai nemesi udvarházára és malmára. A japricai Horváth családból származó nemes borsodi jószágait apósa, miskolci vagy csabai Kovács István révén szerezte, Csenyétét azonban az abaúji Gönyűn (ma: Gyňov, Szlovákia) birtokos Gönyűi családtól, név szerint Gönyűi Damjántól vette meg, majd 1511-ben visszabocsátotta az egykori birtokos özvegyének.
1564-ben Zoltay István szendrői kapitány és Kálnássy Ferenc (1574-től szatmári kapitány) kap királyi adományt a Gömör vármegyei Zubogyra, a borsodi Szakácsi (nemesi udvarházzal), Sása, Irota, illetve az abaúji Csenyéte birtokrészeire. Csenyéténél a „Hallohazy” és „Thokos” (nemesi) neveket is feltüntetik, feltehetően a birtokrészek megkülönböztetésére. Ezek a Borsod és Abaúj vármegyei birtokok ugyanis visszaháramlottak I. Miksa királyra, mivel a földesúri család kihalt, utolsó birtokosuk néhai Herényi Mihály lánya, Zsófia volt, de ő is meghalt. Herényi Zsófia egyébként 1563-ban Rákóczi Mihály, Rákóczi Zsigmond (1607–1608: erdélyi fejedelem) nagybátyja özvegyeként kap adományt szakácsi birtokrészére. A borsodi Szakácsi és Irota neve már korábban összefüggésbe került Csenyétével, mivel a középkori birtokosok: Berczeli Miklós fiai: Tamás, Ambrus és Pál 1462-ben elzálogosították Csenyéte falubeli birtokrészüket Szakácsi Tokus (Tokos) Pálnak, aki egyébként már 1438-ban feltűnik a csenyétei nemesek (Berczel Miklós, Csontos Péter, Gombos János, Tokos Pál, Gelye/Geleji György, Csenyétei Miklós és György) között. A Tokos (Thokos) család 1462-től meghatározó tulajdonos lesz Csenyétén, birtokrészük még 100 éve múlva is az ő nevüket viseli. Az 1564. évi birtokadománynál ugyanis Csenyétét így nevezik meg: Csenyéte, másként Hallohazy” és „Thokos” falu. A Hollóházi név Hollóházi Péterre utalhat, aki a középkori Csenyétén szintén birtokos Szakácsi Gelei (Geleji, Gellei) családba nősült a 15. század végén. Csetneki Herényi Mihály még a középkorban, 1509-ben veszi meg Szakácsi Tokus (Tokos) Ferenccel együtt Csúcsi (Maroscsúcsi) Tokus István sásti (Borsod m.) birtokát. Herényi Mihály Szakácsi faluban is szerez egy részt 1522-ben, vagyis a Szakácsi Tokos és a csetneki Herényi család már a 16. század elején birtokosi közösségre lép. Nem tudjuk, csetneki Herényi Mihály mikor lesz Csenyéte (egyik) földesura, tény, hogy 1564-ben már nem él, ezért birtokát tovább adományozza az uralkodó. Egyébként rokona, Herényi György 1553-ban a borsodi Irota egyik földesura. A Herényiek a felsővadászi Rákócziakkal is rokonságban álltak, Rákóczi Zsigmond, a későbbi erdélyi fejedelem apjának, Jánosnak (†1561) nagybátyja volt Rákóczi (VI.) Mihály (†1559), akinek feleségével, Herényi Zsófiával (Herényi György lányával) kihalt a Herényi család.
1588-ban is Rákóczi Zsigmondot nevezi meg (fő) birtokosként a rovásadó jegyzéke, majd 1596-ban már több birtokos is bekerült a csenyétei adójegyzékbe: Rákóczi Zsigmond mellett Rákóczi Lajos (1570 k.–1612) generális, kállói kapitány, aki öccse volt a korábbi birtokosnak, Rákóczi Mihálynak (†1559,) Herényi Zsófia férjének. A két Rákóczi, egyébként unokatestvérek, közös birtoklása jelzi, hogy Csenyétén még mindig a szakácsi Tokos család szakácsi-irotai-csenyétei középkori birtokegyüttesének kései örököseként birtokolnak. 1596-ban a további csenyétei birtokosok: Négyesi György, aki feltehetően felesége, Szemere Zsófia révén került be a birtokosok közé, hiszen a Szemere család a Cserehát legjelentősebb és legősibb birtokosai közé tartozik; illetve egy Nagy Márton nevű nemes. A közbirtokos nemeseknek csak néhány jobbágytelkük volt, 1617-ben Rákóczi Zsigmond fiai: György (a későbbi erdélyi fejedelem), Pál (a későbbi katolikus országbíró) és a korán elhunyt ifj. Zsigmond (†1620. dec. 26.) osztályt tesznek apjuktól örökölt birtokaikon, Pálnak Csenyétén 2 egésztelkes jobbágya (Szabados Péter, Bende Péter) és 1 félhelyes jobbágya (Keleméri Mihály) van, illetve 1 zsellére (Pap István), Zsigmondnak két telkes jobbággyal (Szakál István, Lengyel János) 1 zsellérrel (Pólya Máté) és egy puszta telekkel (egykori jobbágya: Tóth Balázs) rendelkezik; míg legidősebb fia: I. Rákóczi György (1593–1648) Csenyétén két egész jobbágytelket örökölt (jobbágyai: Király Benedek, Pap Márton), valamint egy zsellért (Kelemen Lukács), egy egész helyes jobbágyon (Juhász-Pobia János) pedig két fivérével osztozott. A Rákócziak a 17. század végére megszűnnek Csenyétét birtokolni, II. Rákóczi Ferenc birtokai között már nem szerepel a falu.

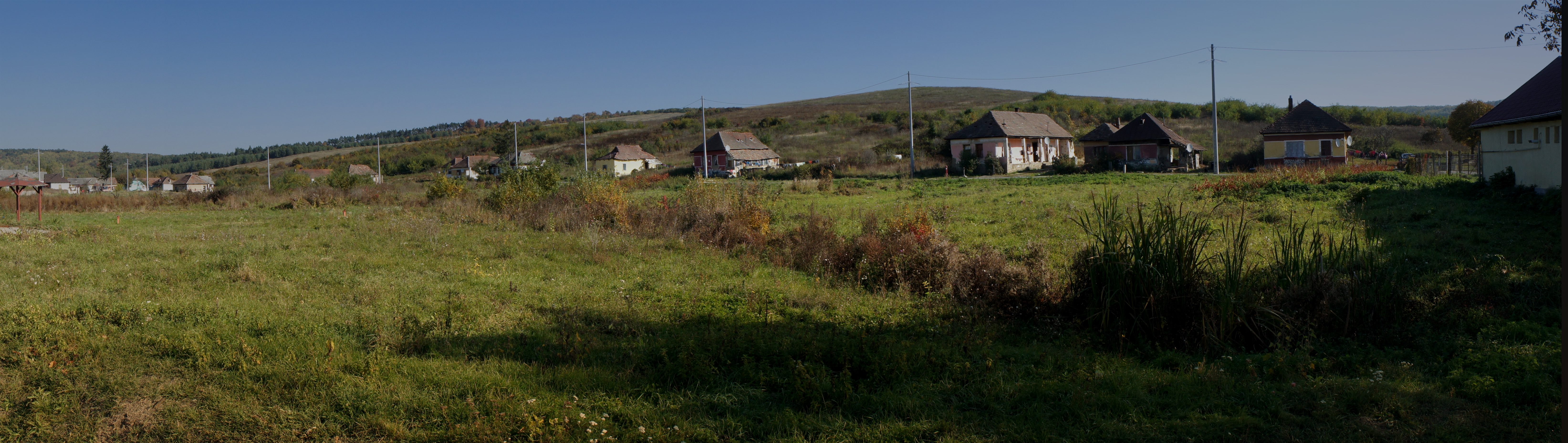
Utcakép a településre jellemző szellős teresedéssel

A Szemere család a 17. században is megmarad a falu birtokjogában, 1641-ben az egyik földesúr Szemere Pál (†1652) országgyűlési követ, kamarai tanácsos, vármegyei jegyző, a szemerei kastély és uradalom ura, egy másik birtokos: Kohányi Péter, 1637–1642 között Abaúj vármegye táblabírája. Szemere Pál birtokrészét Putnoky Klárától született fia: szemerei Szemere László (†1677), 1667–1672 között zempléni alispán örökli, akit a Wesselényi-féle szervezkedésben való részvétele miatt 1670-ben lefogtak, a konfiskált jószágai között Csenyétén is összeírtak több mint 10 jobbágytelket, illetve majorsági földeket és két jelentős nagyságú urasági szőlőt is Csenyéte Kígyós és Szárazvölgy nevű szőlőhegyén. Jobbágyai (Pap Márton, Tót Péter, Bende Mátyás, Pólya Péter) mellett zsellérei (Bende János, Pólya András, Jaczkó György, Erős András) is szolgálták, legtehetősebb jobbágya, Pap Márton, akinek 1 fia volt és 5 öccsével is együtt lakott, jelentős állatvagyonnal rendelkezett (4 ökör, 4 tinó, 3 tehén, 2 borjú, 16 sertés, 4 köpű méh, és 5 ló). Csenyétén Szemere László mellett a többi földesúrnak 9 jobbágytelke volt. A Cserehát – a Szemerék mellett – legősibb birtokos családjának, a Fáy családnak is volt porciója Csenyétén a 17. század második felében. Amikor id. Fáy István (†1639) és ecsédi Reöthy Kata (†1666) fiát, Fáy Lászlót (†1690 körül) a Wesselényi-féle szervezkedésben való részvétele miatt börtönbe zárták és javait konfiskálták, Csenyétén 4 jobbágytelek, két féltelek, 1 negyedtelek és 2 puszta földesura volt. Fivérének, Fáy (V.) István (†1710) borsodi alispánnak, aki szintén részese volt Wesselényi Ferenc Habsburg-ellenes mozgalmának, 1673-ban több jószágát is lefoglalták, és Freundlich Mátyás szendrői provizornak adtak át. Fáy ekkor Csenyétén csupán egy féltelkes, négyökrös, nagyállattartó Simon Pál nevű jobbággyal rendelkezett. Fáy (V.) István idős korában, 1704-ben csatlakozott a Rákóczi-szabadságharchoz és Murány várának (ma: Muránsky hrad, Szlovákia) kapitánya lett, a Rákóczi-féle szabadságharc után több birtokát elkobozták, és a szendrői királyi uradalomhoz csatolták.
Csenyéte a 16. század közepétől részlegesen fennmaradt dikális vagy portális adójegyzékekben dokumentált portaszám mint adóalap alapján a közepes termelési képességű és népességű csereháti falvak közé tartozott. 1532-ben 5, 1552-ben 6, 1553-ban 8, 1554-ben 8,5 (9) porta után vetették ki a rovásadót a falura, ahol a jobbágyok mellett zsellérek is élnek, és az adórovók az itt talált földesúri majorságot, kúriát is beszámítják az adófakultásba. A viszonylag magas portaszám 10 év alatt – ismeretlen okból – harmadára csökkent (1564: 2,5, 1567: 3,5 porta), vagyis megroppant a falu gazdasági ereje, és a továbbiakban is ez az alacsony adóképesség marad a meghatározó. 1567-ben Csenyéte is osztozik a török kori Dél-Abaúj első tragédiájában, amikor Hasszán temesvári pasa 1567 márciusában indított felső-magyarországi hadjárata során felégeti a Cserehát falvait. Az oszmán hadvezér János Zsigmond erdélyi fejedelem megsegítésére támadt a Lazarus von Schwendi felső-magyarországi főkapitány által ellenőrzött vidékekre 5000 fős török seregével és a krími tatár kísérőcsapattal, ezekre ugyanis az erdélyi fejedelem is igényt tartott. Míg több csereháti települést teljesen felégetnek, amelyek így a következő években nem tudnak adót fizetni, Csenyéte pusztulása csak részleges, 1570-ben ugyanis 1 portányi és 3 félportányi adóképességre értékelik az adórovók, és megjegyzik, hogy Csenyétén az adózók csak félportányira becsült veszteséget szenvedtek, igaz, 7 jobbágy már csak zsellérként vesz rész a paraszti termelésben. Új házak is épülnek, azaz 3 jobbágytelken kezdik ismét helyreállítani a korábbi gazdálkodást, így 1578-ban már újra 3 porta után fizetik az állami adót a falu jobbágyai. 1579-ben már csak két porta az adóalap, és a tizenötéves háború (1593–1606) első éveiben is kb. 2 portányi adófakultással rendelkeznek a csenyétei földesurak jobbágyai. 1598-tól (egészen 1608-ig) a középkori eredetű porta helyett a ház lesz az adóalap, ez az egység ugyanis jobban közelít a valós jobbágyi telekszámhoz, ekkor Csenyéte 20 háznyi adóképességgel bír.
1599-ben a korábbinál is nagyobb pusztulás következik be a Csereháton, tatár csapatok pusztítanak ugyanis a vidéken, ráadásul a felső-magyarországi főkapitányságra frissen kinevezett Giorgio Basta (1550–1607) a tatár hadak ellen az abaúji Méra mellett vonja össze csapatait, és az itt felállított tábor királyi katonasága is hozzájárul a csereháti falvak kifosztásához. Falujuk felégetéséről maguk a csenyétei jobbágyok vallanak az adószedőknek 1599-ben, így adót sem tudnak fizetni. 1600-ban a tatár sereg és a királyi katonák pusztításai mellett még a pestis és az éhség is sújtja a felégetett csereháti településeket, köztük Csenyéte lakosságát, amely csak 1603-ban nyeri valamelyest vissza vitalitását, ekkor ugyanis 6 ház szedik a rovásadót, 1608-ra ez a szám 2-re csökken, majd portára mint adóegységre való visszatérés után alig 1,75 porta után fizetnek a csenyétei adózók. 1613-tól valamelyest csökken a portaszám, ráadásul ennek egy részét a helyi zsellérekre vetik ki. 1626-ban a jobbágyi és zselléri adózók mellett megjelennek Csenyétén a taxás és armalista nemesek is, akik 1631-ben összesen 1 Ft-tal adóznak, 1635-ben pedig a nevük és az adórészük is megjelenik a jegyzékben: Pasai András (24 dénár), Csók Bálint (18 dénár), Bogarci Mihály (24 dénár), Kis András (9 dénár), Kormos György (9 dénár), Beke György (6 dénár). Csók Bálint 1597–1598-ban még jobbágyi státusú, ekkor ő Csenyéte falusi bírája. 1635-ben a jobbágyok még 1/3, a zsellérek fél porta után adóznak, 1648-ra azonban már csak ¼ a portaszám Csenyétén, a taxás nemesek pedig 60 dénárt fizetnek összesen. A rendi ellenállásban és a harcokban jobbágyok és taxás nemesek is részt vettek, így 1668-ban Csenyétéről 6 jobbágy vagy taxás nemes (Végh Zsigmond, Belcze Márton, Pamlényi Miklós, Pap Márton, Balogh István) volt részese annak a rajtaütésnek, amelyet a „kurucok” a szomolnoki pénzszállítmány ellen követtek el. A jobbágyok a zsákmányból is részesültek.
A falu és a régió történetében az 1599. évi tatár pusztításnál még súlyosabb tragédia következett be 1640-ben, az oszmán katonák pusztítása ekkor ugyanis Csenyétét is az oszmán hatalom, az egri törökök joghatósága alá kényszerítette. 1640-ben az Abaúj vármegye jegyzőkönyvébe bejegyzett korabeli tanúvallomás szerint a törökök „nagy kegyetlenül rablották Felső-, Alsó-Gagyot, Kércset és Baktát, iszonyú égetéseket tevén, amely helyekből keresztény atyánkfiai közül kiket levágott, kiket megégetett, kiket kegyetlenül rabságra vittek, összességgel teszen hétszázig, mely kegyetlen rablások miatt kényszerítettek meghódolni Alsógagy, Bakta, Beret és Detek”. A szomszédos csereháti falvakkal együtt Csenyéte is így került török uralom alá, amely egyszerre jelentette a szultáni, azaz oszmán állami hatalmat és a török földesurat. Csenyéte ettől kezdve a Hódoltság peremvidékének azon helységei közé tartozott egészen Eger 1687. évi törökök alóli felszabadításáig, amelyek kettős adózás alá estek, azaz a Magyar Királyság és a magyar földesurak mellett a törökök is adóval és járulékokkal terhelték őket az 1640. évi gagyvölgyi török pusztítást követően.
A kamara által szedett és adminisztrált egyházi dézsma 16–17. századi jegyzékeiben Csenyéte csak szórványosan tűnik fel, annak ellenére, hogy az egyik legkorábbi listán, 1552-ben 32,5 kalangya és 11 kéve őszi, illetve 3 kalangya és 11 kéve tavaszi dézsmával szerepelnek a helyi jobbágyok. A falu határában szőlőt is termesztettek, 1597-ben, Király Benedek bíróságában, 5 köböl és 21 icce bortizedet fizetnek a csenyéteiek termésük után, 1599-ben 13 helyi jobbágy és egy extraneus termelő 27 köböl bort szolgáltat, vagyis termésük ekkor 270 köböl volt. 1598-ban 8 jobbágy 49 bárány és 87 kecske, mint állattized után 5 rhénes Ft 84 dénárt fizet. 1597-ből a gabonatized jegyzéke is fennmaradt, ekkor Király Benedek bíró mellett, aki dézsmamentessége élvezett, 14 jobbágy szolgáltatott gabonatizedet, többet őszi gabonából, jóval kevesebbet tavasziból. A legtöbb termése Csuk Bálintnak (47 – 30 kévés – kalangya őszi, 12 kalangya tavaszi) volt, de Csehi Márton, Bende Péter, Szakál István, Nagy Simon és Kocsis Bálint is 30-40 kalangya őszi búzát aratott, Juhász János, Kelemen Lukács, Kelemen György, Cakó Lukács, Cakó Pál, Tót Balázs és Nagy Mátyás a szegény jobbágyok közé tartozott. Ugyanebben az évben az alábbiak fizettek bortizedet: Tót András, Cakó Bálint, Csehi Márton, Nagy Simon, Bende Péter, Juhász János, Szakál István, Kelemen Lukács, Kelemen György, Cakó Lukács, Cakó Pál, Kocsis Bálint, Csehi Tamás, Nagy Mátyás, Balassa István, Tót Balázs. A legtöbb bort Cakó Pál termelte, 26 (10 iccés) köböllel, Csehi Márton 20 köböl, Kelemen Lukács és Kocsis Márton 20 köblös termés után adott tizedet. A névsorból kitűnik a csenyétei törzsökös jobbágycsaládok 16. század végi névsora: Kelemen, Csehi, Kocsis, Cakó, Bende. 1573-ban csenyétei jobbágyként említik egy birtokba iktatásnál Cakó Györgyöt, Alpáry Pál deák özvegyének jobbágyát, illetve Bendi (Bende) Istvánt, Szákay István jobbágyát.
1599-től egy bő évtizedig Csenyétén nincs dézsmálható termelés, de 1612-ben, amikor Szakál István volt a bíró, 12 helyi jobbágynál és 6 extraneusnál összesen 20 (10 iccés) helyi köböl bort dézsmálnak, 1613-ban pedig, Czakó Pál bíró vezetése alatt, 7 egri köböl és 26 icce bort adnak a csenyéteiek a dézsmába. 1624-ben Czakó Pál mellett Szakál Pál a bíró, amikor 9 helyi és 2 Fájba való jobbágynak van bortizede. 1625-ben ismét Czakó Pál a bíró, vezetése alatt 11 jobbágy 14 kalangya őszi és 4 kalangya tavaszi gabonatizedet ad. Ugyanebben az évben, szüret után, amikor már Simon Ambrus viselte a bírói tisztet a faluban, 9 csenyétei jobbágynak 65 helyi köböl bortermése volt. 1624-ben Szakál Páltól 40 bárányt, Kocsis Pétertől 7 kecskét, Juhász Pétertől 2 bárányt sajátítanak el királydézsma fejében. A török kor végén, 1683-ban, Papp Márton bírósága idején már csak négy jobbágynak van gabonatermése, de csupán 10 kéve kenyérbúzát dézsmálnak náluk, a többi jobbágy nem tudott dézsmát adni, mivel a magyar és a Bécs ostromára vonuló lengyel katonák felprédálták a termést. 1690-ben alig van termése az öt csenyétei jobbágynak és 2 zsellérnek, amikor Bendel Mihály a falusi bírájuk, 1695-ben, Papp Márton bíróságában 7 jobbágynál és 2 zsellérnél csupán 4 kereszt őszi és 1 kereszt tavaszi gabonatizedet szednek be a decimátorok. 1670-ben Szemere László elkobzott birtokrészén még 5 egész jobbágytelket, 8 féltelket, egy negyedet és egy desertát, azaz puszta telket írtak össze, a jobbágyi népesség azonban a következő évtizedekben erőteljesen lecsökkent, ennek ellenére sem szűnt meg teljesen a 17. század végére Csenyétén a paraszti termelés, a falu nem lett puszta, lakói szántottak és arattak, igaz, a termés is alig-alig lehetett elég a megélhetésükre. A török kort követő, 1696. évi országos adóösszeírás Csenyétén 8 jobbágyot talál (Pap Márton, Oláh János, Bende Mihály, Pap Péter, Erős János, Nagy György, Tót István, Csáki György), akik általában egy féltelki állományon, 4,5 köblös szántón gazdálkodnak, ketten azonban feltehetően féltelkesek, mert telki külsőségükhöz 9 és 10 köblös szántóföldek tartoznak.
Csenyéte lakosai, a borsodi és abaúji régió legtöbb településéhez hasonlóan, a 16. század második felében a reformáció hívei lettek. A falu egyháza az 1567. évi debreceni zsinaton a Helvét Hitvallást aláíró abaúji, más néven kassavölgyi református seniorátushoz (esperességhez) tartozott, amely a 16. század végén egyesült a tornai egyházakkal, és ettől kezdve abaúj-tornai egyházmegyeként működött. Csenyéte vallásos közössége, gyülekezete nem rendelkezett önálló egyházzal, a 16. század végéről és 17. század első évtizedeiből fennmaradt források mindig mint leányegyházat említik, ahová az anyaegyházból jár ki a református lelkész. Csenyéte református gyülekezete kezdetben az újkorban elpusztult, a mai Baktakék és Fáj határában feküdt, közeli Papi falu református anyaegyházához tartozott, mint leányegyház, első lelkésze, Selyebi Balázs 1594-ből ismert, majd Szatmári Tamás (1596–1597), Fügedi P. János, Jánki Mihály (1627) szolgálták a papi mátert és a csenyétei, részben a fáji és kétyi fíliákat. 1598-ban a felsőgagyi anyaegyház lelkésze, Görgey Réz Albert szolgált Alsógagy, Litka és Csenyéte leányegyházakban. 1607-ben Fájban, Litkán és Csenyétén Somodi János volt a prédikátor, 1608-ban Csenyétén Eperjesi Jónás, majd 1612-ben Szepsi Albert lelkész adott nyugtát a kamarai dézsmaszedőknek arról, hogy megkapta a helyi egyháznak járó oktávát, azaz az egyházi tized nyolcadát. Csenyéte állandó anyaegyháza azonban Papi maradt, 1627-ben Jánki Mihály papi prédikátor volt Csenyéte leányegyház lelkésze is. A papi református lelkészt, aki alapvető jövedelemként oktávával, azaz nyolcadrésszel részesült a kamara által szedett egyházi gabona- és bortizedből, a csenyétei hívek is hasonlóan díjazták a 17. század elején, mint az anyaegyházbeliek. Minden saját ekével rendelkező jobbágy évente 1 – 30 kévét tartalmazó – kalangya búzát adott, a közös ekével szántók csak egy keresztet, a zsellér („csépes”), akinek nem volt búzatermése, és aratással és csépléssel kereste a kenyerét, fél köböl száraz gabonát fizetett évente. A csenyétei jobbágycsaládoktól 4 dénár garaspénz, egyfajta helyi egyházi adó is járt a lelkésznek. Papiban tanítót is foglalkoztattak, akit falvanként egy szapu búzával díjaztak, a helyi nemesek pedig négy gabonakereszttel. A királydézsma helyi lelkésznél hagyott oktávájából is járt a tanítónak egy rész. A lelkészi szolgáltatások díja az alábbi volt: Esketésért: 12 dénár, temetésért 12 dénár, keresztelésér egy kenyér, egy tyúk, úgy komapénz (1-1 dénár a keresztszülőktől). Bár Csenyéte leányegyház maradt, a hívek önálló, középkori eredetű templommal rendelkeztek a falujukban. A templom azonban a 17. század végére romos lett, 1700-ban már csak a falai álltak.
A Magyar Királyság török kor utáni első alapos, de hibáktól nem mentes országos jellegű összeírását (regnicolaris conscriptio) törvényben rendelték el 1715-ben, célja a magyar települések adóképességének és adózó népességének felmérése volt. Az 1715. évi összeírás sem említi Csenyétét Abaúj vármegye falvai között. Az 1720. évi hasonló országos felmérésben már szerepel Csenyéte, ahol két telkes jobbágyot találtak, Cakó Györgyöt és Tót Istvánt, akik 15 és ¼, illetve 19 pozsonyi mérős szántóföldjükön gazdálkodnak a falu 3 nyomásra osztott határában.
Bél Mátyás 1730-as évek elején készült és a 21. századig kéziratban maradt, Abaúj vármegyét latin nyelven leíró monográfiájában így jellemzi a korabeli Csenyétét: „Csenyéte elég félreeső helyen fekszik, ugyanis egy mély, északról délre terjedő völgyet foglal el, erdős domboktól körülvéve. Fekvésénél kedvezőbb sajátossága, hogy egy folyócska folyik keresztül rajta, amely meglehetős előnyökkel szolgál a marhatartásra. A falu jelentős része Szemere Miklósnak szolgál [jobbágyként], a helység többi részét különböző földesurak birtokolják.”

### 18. század
Az első, a népesség egészének nagyságára vonatkozó összeírási adat II. József népszámlálásából való, amely szerint a falu honos népessége akkor 456 fő volt. Az ezt követő évtizedekben hasonló összeírás nem készült, a kor statisztikai írói viszont közöltek a településre nézve népességszámot, és ennek alapján a lakosság jelentős növekedésére következtethetünk: Nagy Lajos 1828-as munkája szerint 674, Fényes Elek Geographiai szótára pedig 722 főt ad meg népességként. Ennek megfelelő a házak számának növekedése is, az 1780-as évek közepén 69, négy évtizeddel később viszont már 87 házat regisztráltak. A lakosság ilyen mértékű gyarapodása kiemelkedőnek számít a Cserehát térségében. A falu földművelőinek többsége, 24 fő jogállás szempontjából jobbágy volt, akikre az úrbéri összeírás idején aránylag kis kiterjedésű úrbéres minősítésű föld, átlagosan alig több, mint fél telek jutott. A jobbágyokon kívül még öt házatlan zsellért találtak a faluban az összeírók. Csenyéte határát a termőképesség szempontjából közepesnek írta le Vályi András a 18. század végén, amelynek földje termékeny, de minden harmadik évben trágyázni szükséges, legelője „szoros”, vagyis valószínűleg szűkös, és bár termesztenek szőlőt, de az „nem nevezetes”. A falunak fekvése sem vált előnyére, ugyanis a piacoktól aránylag távol esett.
Felekezeti szempontból a falu lakossága nem volt homogén: 1828-ban 355 katolikus és 268 protestáns lakta, 1850-ben viszont az előbbiek esetében 320, az utóbbiaknál 342 főt regisztráltak. A későbbi adatok részletezőbbek, így azt is tudjuk, hogy az előbbiek római katolikusok, utóbbiak pedig reformátusok voltak. Az utóbbi felekezet egyházközséget is alkotott Csenyétén. Amint a kálvinista anyakönyvből kiderül, az eklézsia első lelkipásztora Gönde János tiszteletes volt, aki 1788 októberében keresztelt először a faluban. A 19. század első évtizedeiben évi átlag tíz körüli alkalommal keresztelt a pap, ebben azonban a Felsőgagyon született gyermekek is beleértendők, az ottani csekély számú református népességnek ugyanis nem volt saját lelkésze. A település katolikus népessége viszont éppen fordítva, a felsőgagyi plébánia alá tartozott. A keresztény népesség mellett a faluban izraeliták is éltek, ráadásul közösségük gyarapodása számottevő a korszakban: II. József népszámlálása idején három zsidó házas férfit találtak, 1828-ban viszont 51, 1850-ben pedig 60 lélekre rúgott az izraeliták száma, ami akkoriban a csereháti térség községei között magas érték. Az 1828-as országos adóösszeírás során a falu 36 adózó háztartása közül háromban élt zsidó család, ők az uradalmi házban laktak.
A falu egy további sajátossága, hogy a nemesi jogállásúak száma igen magas volt, a férfi népességből 49-en voltak nemesek, ami azt jelenti, hogy a falu népének több mint ötöde a jogi értelemben kiváltságosnak számítók közé tartozott. Az úrbéri összeírás alkalmával a 11 és ¾ telket bíró Fáy András mellett további öt, jobbágytelek és legalább egy jobbágy felett rendelkező földesurat regisztráltak (az Aszalay, a Balogh, a Basó és a Pamlényi nemzetségek tagjait), ám az említett anyakönyv egy sor további „nemzetes” család, feltehetően birtoktalan, armalista (pl. Bajusz, Beke, Bodnár, Cziaky, Kupecz, Labanc, Széll) famíliák nevét megőrizte.
Csenyéte életének fontos és a kortársakat megrázó eseménye volt a kolerajárvány első megjelenésre 1831 nyár végén, amely azonban hatásában csak ráerősített a korábbi évek másfél sorscsapásaira. „Ezen szomorú 1831. esztendőt megelőzte az 1829-dik esztendei igen nagy és tartós tél, ezt követte az 1830. esztendei nagy kenyér drágaság; ezen drágaságot követte az 1831. esztendőben uralkodott dögletes cholera nyavalya, mely miatt minden felől a félelem szorongatván a föld népét, sok helyeken a mezei termést is alig tudták betakarítani” – jegyezte le a református lelkész, Papp András a közösség halotti anyakönyvbe. 1831 július 21 és szeptember 23 között 26 falubelit temetett el, akik mindegyike kolerában halt meg, miközben korábban az éves halálozások száma 5-15 között ingadozott.

### 19. század
Csenyéte népessége a 19. század utolsó harmadában növekedett és megközelítette a félezer főt (1857-ben 418 fő, 1880-ban 416 fő, 1900-ban 472 fő). A születések aránya 1900 és 1910 között 36,3‰, a halálozásoké 20,2‰, a természetes szaporodás 16,1‰ (78 fő), viszont ebben az évtizedben körülbelül 30–35-en vándoroltak el a faluból. A magas születésszám fiatalos korszerkezetet biztosított. 1900-ban a 6 éven aluliak száma 81 fő, a 6 és 14 év közöttieké 115 fő (41%), ezzel szemben a 60 éven felülieké csak 32 fő (7%).
A népesség felekezeti megoszlására a katolikusok és a reformátusok kiegyenlített aránya jellemző. Az előbbiek száma 1900-ban 178 fő, az utóbbiaké 208 fő, rajtuk kívül görögkatolikusok (58 fő) és izraeliták (27 fő) éltek a faluban. Az alfabetizáció terjedését a század utolsó évtizedeiben tudjuk nyomon követni. 1880-ban a lakosság 29%-a, 1900-ban az 58%-a (a 6 éven felüliek 70%-a) tudott írni és olvasni.
Cigányok már a 19. század elején éltek Csenyétén, 1857-ben 5-6 családot (körülbelül 20 főt) regisztráltak, akik a falu belterületén, napszámosok és volt zsellérek mellett (a „szegénysoron”), parasztoktól bérelt házakban laktak, és megbecsült foglalkozásokat űztek (kovácsok, pásztorok, gulyások). A 19. század végén tervbe vett „falufejlesztés” (útépítés) és a népességszám növekedése nyomán a falu szélén kialakított cigánytelepre költöztették őket, ahol putrikban laktak. A cigányok bevándorlása ezután gyorsult fel, de a szegregáció az életkörülményeiket rontotta.
A földhasznosítás változása a Forró környéki településekhez hasonló sajátosságokat mutat. A szántóföld területe 1865 és 1895 között 774 kataszteri holdról 1034 holdra (a faluhatár 51%-áról 68%-ára) emelkedett, a réteké és a legelőké 397 holdról 174 holdra, az erdőké 220 holdról 137 holdra csökkent. A zsáktelepülés határhasználata intenzívebbé vált, a legeltethető területek és az erdő apadása azonban az állattartás, illetve az erdőélés lehetőségét szűkítette. Az 1860-as években az egy hektárra jutó tiszta jövedelem nem érte el a 3 pengőforintot (ami a Csereháton a legalacsonyabb értékek közé tartozott), és a népesség többsége 5 hold alatti törpebirtokosként, mezőgazdasági munkásként, cselédként és napszámosként dolgozott (igaz, a külterületi Koplaló-puszta nevét 1905-ben „Reményre” változtatták). A szegénységre utal, hogy a református fatemplom újjáépítése, ami az 1860-as években kezdődött, a 20. század elején sem fejeződött be, a református felekezeti iskolát az állam vette át (a tanító továbbra is református volt), és az 1901-ben alakult Csenyétei fogyasztási és értékesítési szövetkezet, mely tagjainak jó minőségű árukkal és gazdasági eszközökkel ellátását tűzte célul, néhány év múlva feloszlott (a vezetői Beke Sándor, Beke Ignácz és Ujj András voltak).
A reformkori birtokos nemes családok közül Darvas József az 1850-es években eladta ingatlanát, Beke Ignácz 1895-ben 130 kataszteri holdon gazdálkodott. Ennél több földdel rendelkezett Spitz Izrael, a szomszédos Litka kocsmárosa, aki a 19. század végéig a két faluban közel 400 holdat és félezres juhállományt gyűjtött össze.

### 20–21. század
Csenyéte 1910-ben Abaúj-Torna vármegye Csereháti járásához tartozott. A kisközség 1 521 kat. holdon (= 875 hektár) terült el, lakosainak száma 521 volt. 8 tót és 2 német kivételével a teljes lakosság magyar anyanyelvűként határozta meg magát. Vallási tekintetben a római katolikusok (218 fő) és a reformátusok (205 fő) alkották a két vezető felekezetet, de élt a faluban 67 görögkatolikus, 24 izraelita és 7 evangélikus is. A lakosság szinte teljes egészében mezőgazdaságból élt, amiben változás az 1960-as években történt.
A trianoni békeszerződés közigazgatási változásai következtében Csenyéte az Encsi járás része lett. Annak ellenére, hogy a kivándorlási kedv az Újvilágba az első világháború körüli években a gazdasági nehézségek következtében jelentős volt, lélekszáma 1920-ra 570 főre gyarapodott, és a település teljes egészében magyar anyanyelvűvé vált. Vallási megoszlás tekintetében javarészt a korábbi tendenciák maradtak érvényben, de az evangélikusok eltűntek a statisztikából és nőtt a reformátusság (250 fő) befolyása olyannyira, hogy átvette az elsőséget a római katolikusoktól (221 fő). Ugyanakkor továbbra is élt a községben egy 80 fős görögkatolikus és 19 fős izraelita közösség. 1941-ben már 605 lakosa volt a falunak, kik között egyetlen német anyanyelvű akadt. Ekkorra a római katolikusok (312 fő) ismét fölénybe kerültek a reformátusokkal (209 fő) szemben, de továbbra is jelen voltak a görögkatolikusok (72 fő) és az izraeliták (9 fő), valamint 3 fővel újra feltűntek az evangélikusok.
A két világháború közötti időszakban a falu egyetlen középbirtokosa Spitz Izrael és családja volt. 1919-ben Csorba Dezső református lelkész és Reichmann Tivadar állami tanító kezdeményezésére Hangya szövetkezet alakult, mely két évvel később 2 millió korona forgalmat bonyolított. Elnöke Ujj András volt, igazgatósági tagjai Szendrey József, Jakab János, Adorján János és Kovács András kisbirtokosok. Az ügyvezetői tisztet Reichmann Tivadar, míg a pénztárosit Kavalecz Imre töltötte be. A községnek volt református temploma, melynek nagyobb, 180 kg-os (68 cm) harangját 1928-ban öntette Csenyéte hívő közössége. Bár elemi iskola is működött, egyetlen tanteremben folyt az oktatás, az első négy évfolyamon együtt és külön a felső tagozaton. A vészkorszak idején elhurcolásra kerültek Csenyéte zsidó lakosai, kik közül életét vesztette a szatócsbolt-tulajdonos Fried Ignác és családja: Fried Ignácné, Fried Miklós, Fried József, valamint a gazdálkodó Péterfreund-családból: özv. Péterfreund Sándorné, Péterfreund Miklós és Péterfreund Zoltán.
A második világháború megpróbáltatásai 1944. december 16-án értek véget a falu lakosai számára. Az 1949. évi népszámlálás az előzőhöz képest kevesebbet, 577 főt regisztrált. A község vezető felekezete a római katolikus (46,3%) maradt, amit nem sokkal lemaradva követett a református (42,6%) közösség. A lakosság 10,7%-át alkotó görögkatolikus és 0,3%-át kitevő evangélikus hívők mellett egyéb felekezet ekkor már nem volt jelen. A szocializmus idején a népességszám folyamatosan hanyatlott, 1990-ben már csak 261 fős volt a lakónépesség.
Az 1956-os forradalmi események rövid ideig tartó, átmeneti változást hoztak a település életébe. Csenyétén október 31-én négytagú munkástanács alakult a földműves Ujj Lajos elnökletével, helyettese Szentesi József lett. Ugyanakkor leváltásra került Kovács Miklós tanácselnök, de őt a járási vb már november 14-én visszahelyezte hivatalába.
A mezőgazdasági művelés szocialista átalakítása későn érte el a községet, 1961-ben jött létre az Egyetértés Mg. tsz. Egy évvel később a modernizáció jegyében sor került a falu villamosítására. A településen működött mozi és könyvtár, valamint egytantermes, két tanerős iskola. A diákok száma 1945/46-ban még 118 volt, de 1965/66-ban már csak 62, igaz ekkor 10 felnőtt tanuló is látogatta az intézményt.
A második világháború utáni közigazgatási átszervezés eredményeképpen 1950-től Csenyéte Borsod-Abaúj-Zemplén megye Encsi járásának felsőgagyi körjegyzőségéhez tartozott Alsógaggyal, Felsőgaggyal és Gagyapátival együtt, majd 1966-ban ugyanezen települések községi közös tanácsot szerveztek Felsőgagy székhellyel. Az 1978-as esztendő végén csatlakoztak Baktakék községi közös tanácsához, melynek a névadó székhely mellett Beret és Detek voltak a tagjai, majd 1984-ben Encs városkörnyéki községgé nyilvánították őket. A rendszerváltást követően, 1991-ben a felsőgagyi körjegyzőség változatlan összetétellel újjáalakult.

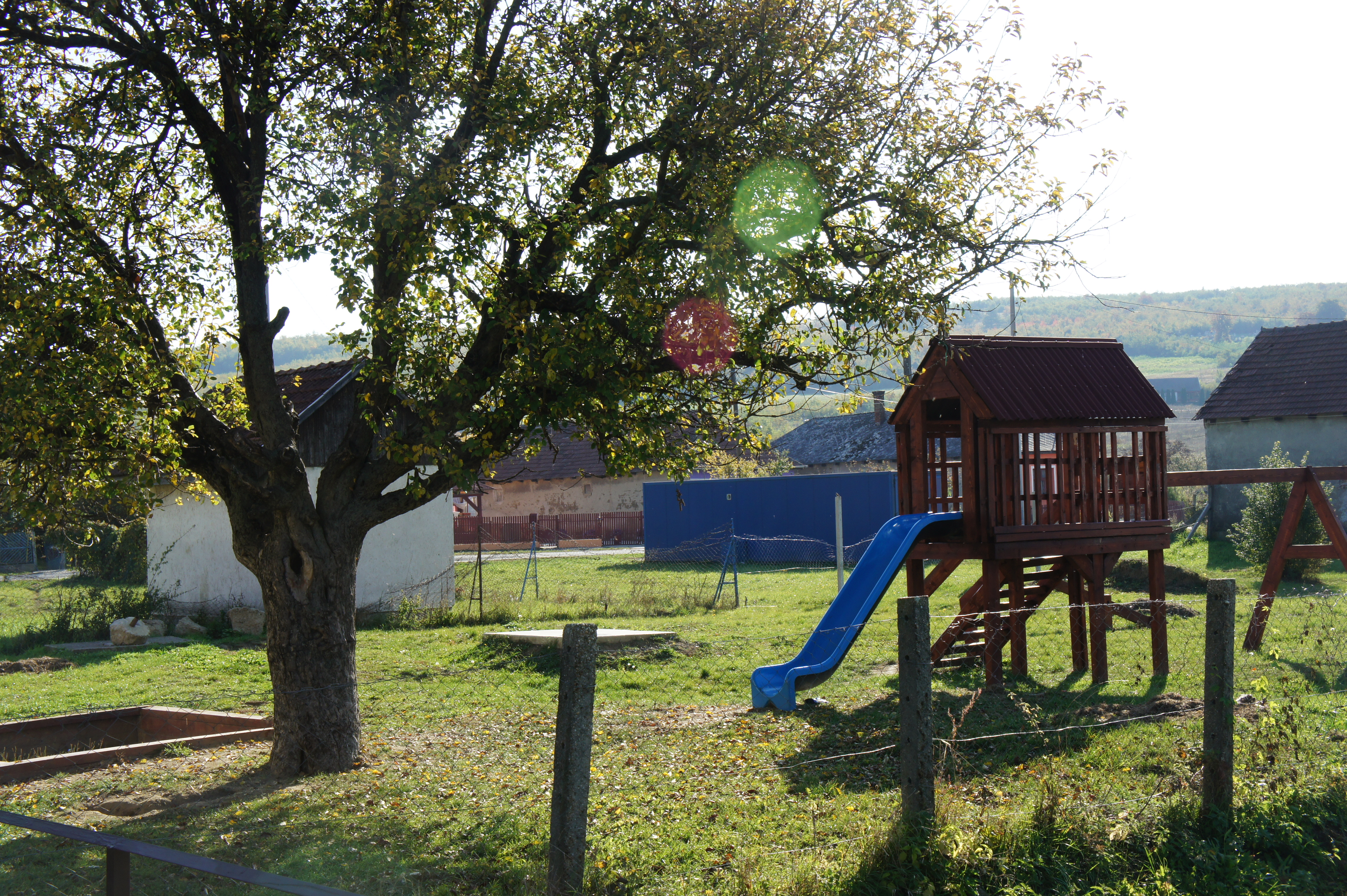
Játszótér

A szocializmus évtizedeiben jellemző népességfogyás a rendszerváltás óta szinte folyamatos gyarapodásra váltott és 2008-ban, 468 fővel tetőzött. Azóta többnyire ismét a fogyás a jellemző: 2011-ben 440 fő, 2020. január 1-én már csak 381 fő volt Csenyéte lakónépessége. A 2011. évi népszámlálás alkalmával a lakosság 100,0%-ban magyarnak és 89,5%-ban cigánynak vallotta magát. Vallási tekintetben a római katolikusok 84,1%-kal utasították maguk mögé a görögkatolikusokat (7,4%) és a reformátusokat (2,1%), miközben a lakosság 6,2%-a felekezeten kívüliként határozta meg magát, 0,3%-a pedig tartózkodott a válaszadástól.
Csenyéte a felsőgagyi körjegyzőséghez tartozik Alsógaggyal és Felsőgaggyal együtt. A cigányok aránya rendkívül magas, kimagasló a munkanélküliek aránya is és sok a szociálisan rászoruló. Háziorvosi ellátást a felsőgagyi körzeti orvos nyújt, míg fogorvosi ellátásra Baktakéken, gyermek- és szakorvosi ellátásra Encsen van lehetőség. A legközelebbi kórház Szikszón érhető el, mintegy 24 km-re, a legközelebbi vasútállomás pedig Forró-Encsen 23 km-re található. Az 1–4. osztályosok helyben járnak iskolába, míg a felsősök Baktakéken. A település közös önkormányzati hivatalt fenntartó község, a hivatal székhelye Krasznokvajda. Csenyétén cigány nemzetiségi önkormányzat működik.

### A csenyétei cigányok története
Az 1893-as összeírás még nem talált Csenyétén cigányokat, így valamikor a 20. század elején költözhettek a faluba. Két helyen telepedtek le: a többség a település északi csücskén, az ún. Rigó telepen vagy Rigó téren, a többiek a délkeleti csücskén a Virág utcában vagy Virág téren. Bizonyos adatok mégis azt sejtetik, hogy már a 19. században is jelen voltak, akkor viszont nem elkülönülten, hanem a faluban, falusi házakban éltek. A cigányokat a 19. század legvégén vagy a 20. század elején szoríthatták ki a putrikba a Rigó telep kialakításakor. Az ezt követő 50 évet a teljes szegregáció jellemezte, majd a század közepétől kezdtek cigány családok beköltözni a faluba. Ez a mintegy két évtizedig tartó integráció akkor ért véget, amikor megindult a parasztság tömeges elvándorlása. 1960-ban a csenyétei iskolában tanuló 87 gyerek közül 30 volt cigány, 1989-ben a községben élő ötvenöt 7–16 éves korú gyerek közül már mindegyik. Az össznépesség tekintetében 1996-ban 91,5%-ra emelkedett a cigányok aránya, szám szerint 2001-ben a falu 396 lakosából 370 volt cigány. Mára a lakosság teljesen cigány nemzetiségűvé vált.

## Közélete

### Polgármesterei
| Polgármester | Polgármester  | Polgármester |  |
| ------------ | ------------- | ------------ |  |
| 1990–1994    | Rákay Károly  | független    |  |
| 1994–1998    | Bodnár Zoltán | független    |  |
| 1998–2002    | Abonyi József | független    |  |
| 2002–2006    | Kéri Zoltánné | független    |  |
| 2006–2010    | Kéri Zoltánné | MSZP         |  |
| 2010–2014    | Kéri Zoltánné | MSZP         |  |
| 2014–2019    | Kéri Zoltánné | MSZP         |  |
| 2019–2024    | Kiss István   | független    |  |
| 2024–        | Kiss István   | független    |  |

A településen a 2019-es önkormányzati választás során többen is indultak azonos vagy hasonló néven, ezért volt szükség több jelölt nevének egyértelműsítésére. A polgármesteri tisztségért névrokonok ugyan nem versengtek, de az egyéni listán több névegyezés feloldására is szükség volt. Ezért indult a polgármester-választáson első helyet szerző jelölt Kiss István (1983) névvel – hiszen képviselő-jelöltként elindult 14 évvel idősebb névrokona is, Kiss István (1969), aki nem szerzett mandátumot –, és ugyanezen okból versengett, mellékjelként az egyik szülő nevét feltüntetve Kiss Attila (Elek fia) és Kiss Attila (Móni fia). (Kettejük közül csak az előbbi szerzett mandátumot.)
Ehhez némileg hasonlóan alakult a 2024-es önkormányzati választás is: ezúttal Kiss Attila néven indult el három képviselőjelölt is; egyiküket a születési évszámával (1995), két társát a foglalkozásával (gyermekfelügyelő, illetve közfoglalkoztatott) egyértelműsítették. [Mandátumot közülük csak az utóbbi szerzett.]

## Népesség
A település népességének változása:
| Lakosok száma | 430  | 431  | 442  | 392  | 445  | 526  | 554  |
|               | 2013 | 2014 | 2015 | 2021 | 2022 | 2023 | 2024 |

| Iskolai végzettség                | Iskolai végzettség               | Iskolai végzettség | Iskolai végzettség | Iskolai végzettség |
| --------------------------------- | -------------------------------- | ------------------ | ------------------ | ------------------ |
|                                   |                                  |                    |                    | fő                 |
| Általános iskolát nem végezte el  | Általános iskolát nem végezte el |                    | 195                | 195                |
| Általános iskola                  | Általános iskola                 |                    | 141                | 141                |
| Szakmunkás                        | Szakmunkás                       |                    | 17                 | 17                 |
| Érettségi                         | Érettségi                        |                    | 0                  | 0                  |
| Diploma                           | Diploma                          |                    | 0                  | 0                  |
| A 2022. évi népszámlálás szerint. |                                  |                    |                    |                    |

A 2001-es népszámláláson a település lakossága 396 fő volt, ebből 94% cigány, 6% magyar nemzetiségűnek vallotta magát. 2008 szeptemberében már 515 lakosa volt a falunak, közülük 256 (azaz a népesség több mint fele) 18 éven aluli.
A 2011-es népszámlálás során a lakosok 100%-a magyarnak, 89,5%-a cigánynak mondta magát (a végösszeg a kettős identitások miatt több 100%-nál). Ekkor a vallási megoszlás a következő: római katolikus 84,1%, református 2,1%, görögkatolikus 7,4%, felekezeten kívüli 6,2% (0,3% nem válaszolt).
2022-ben a lakosság 99,3%-a vallotta magát magyarnak, 9,9% cigánynak (0,7% nem nyilatkozott; a kettős identitások miatt a végösszeg nagyobb lehet 100%-nál). Vallásuk szerint 3,1% volt római katolikus, 0,2% református, 4,5% görögkatolikus, 37,3% felekezeten kívüli (54,8% nem válaszolt).
Az ország legszegényebb települése. 2018-ban a munkanélküliek száma országosan az első helyen állt, 36,81 százalékkal.

## Nevezetesség
- Református temploma romokban hever.